# Эберхардцелль
Эберхардцелль (нем. Eberhardzell) — община в Германии, в земле Баден-Вюртемберг. 
Подчиняется административному округу Тюбинген. Входит в состав района Биберах.  Население составляет 4160 человек (на 31 декабря 2010 года). Занимает площадь 59,72 км².

## Фотографии

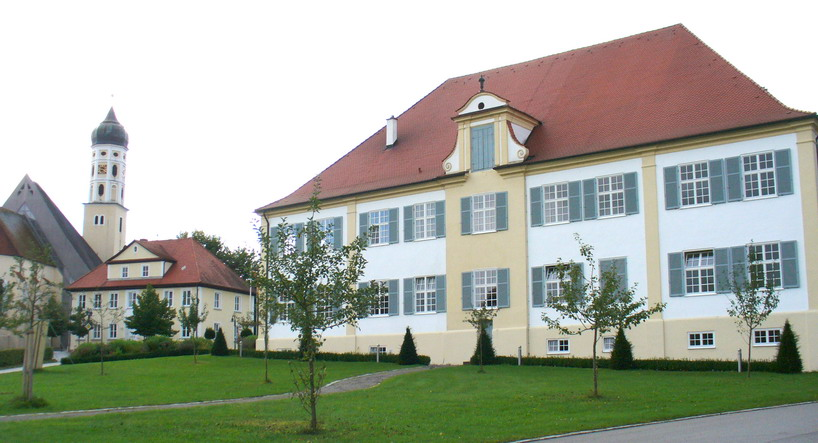
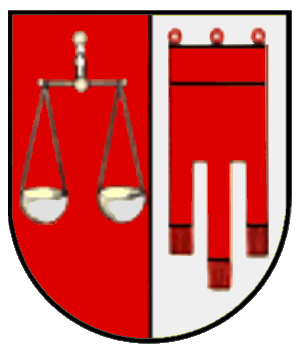
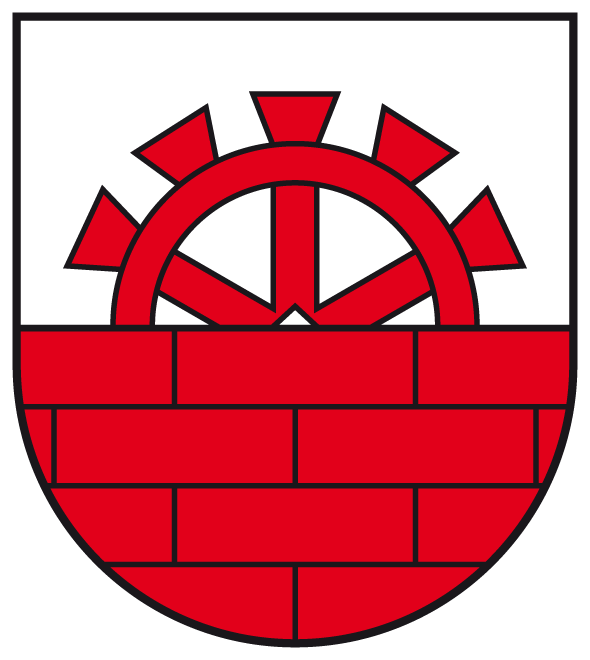
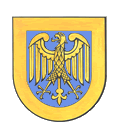